# Laurence Robert-Dehault
Pour les articles homonymes, voir Dehault, Robert et Robert-Dehault.
Laurence Robert-Dehault, née le 17 janvier 1964 à Saint-Dizier (Haute-Marne), est une femme politique française.
Membre du Rassemblement national, elle est élue députée dans la 2e circonscription de la Haute-Marne lors des élections législatives de 2022. Elle siège au sein du groupe RN de l'Assemblée nationale.
Elle est également conseillère départementale de la Haute-Marne depuis 2015, élue dans le canton de Saint-Dizier-1.

## Biographie
Issue d'une dynastie de maîtres de forges, Laurence Robert-Dehault est hypnothérapeute,. Elle est la belle-sœur d'Élisabeth Robert-Dehault, ancienne maire LR de Saint-Dizier.
Elle est conseillère départementale de la Haute-Marne pour le canton de Saint-Dizier-1 depuis 2015, avec Luc Hispart de 2015 à 2021, puis Michel Karakula depuis 2021.
Candidate sous la bannière du Rassemblement national dans la deuxième circonscription de la Haute-Marne aux élections législatives de 2022, elle est élue députée à l'Assemblée nationale face à François Cornut-Gentille, député sortant des Républicains, après avoir recueilli 51,70 % des voix au second tour.
Aux élections législatives de 2024 en Haute-Marne, elle est élue au premier tour avec 56,82 % des voix.
En juin 2025, le site d'information Les Jours révèle qu'elle fait partie d'un groupe Facebook contenant de nombreux propos racistes, antisémites et homophobes.